# Tithonia
Genre
Classification phylogénétique
Tithonia est un genre de plantes à fleurs de la famille des Astéracées originaires d'Amérique centrale.

## Description[1]
Tithonia est un genre de plantes herbacées, annuelles ou pérennes, atteignant au plus deux mètres de haut.
Les feuilles sont alternes.
Les fleurs, de couleur orange très soutenue, ont un calice cylindrique. Les divisions sont profondes, disposées sur deux rangs.
Les graines sont allongées et terminées par une touffe de quatre à cinq poils.
Le nombre de base de chromosomes du genre est 17.

## Distribution et habitat
Toutes les espèces du genre sont originaires d'Amérique centrale, du Guatemala au Mexique.
L'usage ornemental de plusieurs espèces ont répandu le genre à presque l'ensemble de la planète.
Plusieurs types d'habitats sont recensés : l'un herbacé pour T. brachypappa, T. rotundifolia, T. thurberi et T. tubaeformis, un autre semi-forestier avec T. diversifolia, T. fruticosa et T. koelzii et enfin complètement forestier  pour T. calva et T. pedunculata.

## Liste des espèces
La liste des espèces est issue des index IPNI (The International Plant Names Index), du jardin botanique du Missouri (Tropicos) et The Plant List à la date de septembre 2012, avec une recherche bibliographique. Les espèces conservées dans le genre sont mises en caractères gras :
- Tithonia angustifolia Hook. & Arn. (1841) : voir Viguiera angustifolia (Hook. & Arn.) S.F.Blake
- Tithonia argophylla D.C.Eaton (1871) : voir Enceliopsis argophylla (D. C. Eaton) A. Nelson
- Tithonia aristata Oerst. (1853) : voir Tithonia rotundifolia (Mill.) S.F.Blake
- Tithonia auriculata (Brandegee) S.F.Blake (1818) : voir Tithonia calva var. auriculata (Brandegee) La Duke
- Tithonia brachypappa B.L.Rob. (1893)
- Tithonia calva Sch.Bip. (1856) - synonymes : Gymnolomia calva (Sch.Bip.) A.Gray, Mirasolia calva (Sch.Bip.) Benth. & Hook.f.
  - Tithonia calva var. auriculata (Brandegee) La Duke (1982) - synonymes : Gymnolomia auriculata Brandegee, Tithonia auriculata (Brandegee) S.F.Blake
  - Tithonia calva var. lancifolia (B.L.Rob. & Greenm.) McVaugh (1972) - synonymes : Gymnolomia calva var. lancifolia B.L.Rob. & Greenm., Tithonia calva subsp. lancifolia (B.L.Rob. & Greenm.) S.F.Blake
  - Tithonia calva subsp. lancifolia (B.L.Rob. & Greenm.) S.F.Blake (1921) : voir Tithonia calva var. lancifolia (B.L.Rob. & Greenm.) McVaugh
- Tithonia decurrens A.Gray (1849) : voir Viguiera decurrens (A.Gray) A.Gray
- Tithonia diversifolia (Hemsl.) A.Gray (1883) - synonymes : Helianthus quinquelobus Sessé & Moc., Mirasolia diversifolia Hemsl., Tithonia triloba Sch.Bip. ex Klatt, Urbanisol tagetiflora var. diversifolius (Hemsl.) Kuntze
  - Tithonia diversifolia subsp. glabriuscula S.F.Blake (1921)
- Tithonia excelsa (Willd.) DC. (1836) : voir Viguiera excelsa (Willd.) Benth. & Hook.f.
- Tithonia fruticosa Canby & Rose (1891)
- Tithonia glaberrima Kuntze (1891) : voir Tithonia longiradiata (Bertol.) S.F.Blake
- Tithonia glutinosa Collie ex Hook. & Arn. (1830)
- Tithonia helianthoides Weinm. ex Steud. (1841) : voir Tithonia tubaeformis (Jacq.) Cass.
- Tithonia heterophylla Griseb. (1858) : voir Tithonia rotundifolia (Mill.) S.F.Blake
- Tithonia hondurensis La Duke (1982)
- Tithonia humilis (L.) Kuntze (1891) : voir Rivina humilis L.
  - Tithonia humilis fo. albiflora Kuntze (1891) : voir Rivina humilis L.
  - Tithonia humilis var. glabra Kuntze (1891) : voir Rivina humilis L.
- Tithonia koelzii McVaugh (1972)
- Tithonia laciniata Raeusch. (1797)
- Tithonia longiradiata (Bertol.) S.F.Blake (1926) - synonymes : Helianthus longiradiatus Bertol., Tithonia scaberrima Benth.
- Tithonia macrophylla S.Watson (1891) : voir Tithonia rotundifolia (Mill.) S.F.Blake
- Tithonia ovata Hook. (1841) : voir Lasianthaea helianthoides DC
- Tithonia pachycephala DC. (1836) : voir Viguiera pachycephala (DC.) Hemsl.
- Tithonia palmeri Rose (1891) : voir Tithonia thurberi A.Gray
- Tithonia paneroi (B.L.Turner) E.E.Schill. & Panero (2011)
- Tithonia pedunculata Cronquist (1965)
- Tithonia pittieri (Greenm.) S.F.Blake (1918) - synonyme : Gymnolomia pittieri Greenm.
- Tithonia platylepis Sch.Bip. ex Benth. & Hook.f. (1873) : voir Tithonia longiradiata (Bertol.) S.F.Blake
- Tithonia pusilla A.Gray (1861) : voir Viguiera pusilla (A. Gray) S.F. Blake
- Tithonia recurrens Hemsl. (1881) (non illégitime)
- Tithonia rotundifolia (Soleil du Mexique) (Mill.) S.F.Blake (1917) - synonymes : Tithonia macrophylla S.Watson, Tithonia tagetiflora Desf., Tithonia uniflora J.F.Gmel., Tithonia vilmoriniana Pamp.
- Tithonia scaberrima Benth. (1853) : voir Tithonia longiradiata (Bertol.) S.F.Blake
- Tithonia scabra Sch.Bip. ex Benth. & Hook.f. (1873)
- Tithonia speciosa Hook. (Hook. ex Griseb.) (1866) : voir Tithonia rotundifolia (Mill.) S.F.Blake
- Tithonia speciosa (Hook.) Klatt ex T.Durand & Pittier (1893) : voir Tithonia rotundifolia (Mill.) S.F.Blake
- Tithonia splendens Hort.Rendatler ex Planch. (1852) : voir Comaclinium montanum (Benth.) Strother
- Tithonia tagetiflora Desf. (1802) : voir Tithonia rotundifolia (Mill.) S.F.Blake
- Tithonia thurberi A.Gray (1873) - synonyme : Tithonia palmeri Rose
- Tithonia triloba Sch.Bip. ex Klatt : voir Tithonia diversifolia (Hemsl.) A.Gray
- Tithonia tubaeformis (Jacq.) Cass. (1829) - synonyme : Tithonia helianthoides Weinm. ex Steud.
  - Tithonia tubaeformis var. bourgaeana Pamp. (1908)
- Tithonia uniflora J.F.Gmel. (1792) : voir Tithonia rotundifolia (Mill.) S.F.Blake
- Tithonia vilmoriniana Pamp. (1908) : voir Tithonia rotundifolia (Mill.) S.F.Blake

## Historique et position taxinomique
René Desfontaines décrit une première fois ce genre, à partir d'exemplaires de Tithonia tagetiflora (i.e. Tithonia rotundifolia) issus de graines collectées à Verra Cruz en 1778, dans une communication à l'Académie des Sciences en 1780 mais cette communication n'a pas été publiée. Antoine-Laurent de Jussieu reprend et complète cette description en 1789. Il publie la contribution complète de René Desfontaines en 1802. René Desfontaines a nommé le genre par analogie avec la couleur de la fleur rappelant l'aurore, avec le nom du héros troyen Tithon (Τιθωνός) aimé par la déesse grecque de l'aurore Éos (Ἠώς).
En 1792, Johann Friedrich Gmelin assigne au genre l'espèce-type : Tithonia uniflora J.F.Gmel., espèce synonyme de Tithonia rotundifolia.
En 1873, George Bentham et William Jackson Hooker créent un nouveau genre, auparavant seulement section du genre Tithonia : Mirasolia (Sch. Bip.) Benth. & Hook. f., dans lequel ne figureront que trois espèces, toutes du genre Tithonia : Mirasolia calva (Sch.Bip.) Benth. & Hook.f., Mirasolia diversifolia Hemsl., Mirasolia scaberrima (Benth.) Benth. & Hook. f. ex Hemsl.
En 1891, Otto Kuntze se penche sur le genre Rivina L. Il constate que les espèces incluses alors dans ce genre ne devraient pas être regroupées, en particulier Rivina humilis et Rivina scandens. Il réserve le nom du genre Rivina L. (Phytolaccacée) pour Rivina scandens et tire d'un ouvrage antérieur à 1753 (date de fondation de la nomenclature binomiale) le nom de Tithonia avec Tithonia humilis, espèce renommée en 1753 par Linné Rivina humilis. Il constitue ainsi un homonyme car c'est évidemment la version de Linné de 1753 qui compte comme départ de la nomenclature binomiale. Pour placer les espèces classées dans le genre Tithonia, il les transfère dans le genre Urbanisol, genre sans maintenant aucune espèce.
En 1921, Sidney Fay Blake publie une révision du genre conduisant à huit espèces et des variétés ou sous-espèces.
En 1982, John C. La Duke procède à une nouvelle révision portant le genre à 11 espèces et concluant à une monophylogénie du genre. Les index prennent actuellement en considération cette dernière révision. John C. La Duke structure le genre ainsi :
- Section Tithonia
  - Série Tithonia
    - Tithonia brachypappa B.L.Rob.
    - Tithonia rotundifolia (Mill.) S.F.Blake
    - Tithonia thurberi A.Gray
    - Tithonia tubaeformis (Jacq.) Cass.

  - Série Fruticosae La Duke
    - Tithonia fruticosa Canby & Rose
    - Tithonia pedunculata Cronquist

  - Série Grandiflorae La Duke
    - Tithonia diversifolia (Hemsl.) A.Gray
    - Tithonia koelzii McVaugh
- Section Mirasolia (Sch.Bip.) La Duke
  -     - Tithonia calva Sch.Bip.
      - Tithonia calva var. auriculata (Brandegee) La Duke
      - Tithonia calva var. lancifolia (B.L.Rob. & Greenm.) McVaugh

    - Tithonia hondurensis La Duke
    - Tithonia longiradiata (Bertol.) S.F.Blake

Mais depuis les années 1990, les études phylogénétiques (en référence) conduisent à considérer le genre non monophylétique et à envisager une séparation en deux groupes : d'une part Tithonia calva, Tithonia longiradiata, Tithonia pedunculata et Tithonia tubaeformis et d'autre part Tithonia diversifolia, Tithonia koelsii, Tithonia rotundifolia et Tithonia thurberi. Par ailleurs, le caractère pérenne ou annuelle semble aussi correspondre à cette séparation. Une révision ne saurait tarder.
Le genre est donc toujours actuellement placé dans la sous-famille des Astéroideae, tribu des Heliantheae, sous-tribu des Helianthineae.
Il compte deux synonymes génériques :
- Mirasolia (Sch. Bip.) Benth. & Hook. f.
- Urbanisol Kuntze